# Synagoga w Witkowie
Synagoga w Witkowie – nieistniejąca synagoga w Witkowie. Pierwsza drewniana synagoga w Witkowie została wzniesiona w XVIII wieku przy ulicy Krótkiej. W 1844 roku w wyniku pożaru obiekt uległ całkowitemu zniszczeniu. Z pożogi ocalała jedynie przylegająca do synagogi szkółka wyznaniowa. W 1850 roku odbudowano murowaną synagogę. Świątynia została zniszczona w okresie II wojny światowej wraz z cmentarzem żydowskim (kirkutem). Po zakończeniu działań zbrojnych, wywiezieniu ludności żydowskiej do obozów koncentracyjnych i deportowaniu Niemców miasto bezpowrotnie straciło swój wieloetniczny charakter. Ze świątyń trzech wyznań - synagogi, kościoła ewangelickiego i kościoła katolickiego po dziś dzień ostał się tylko ten ostatni. Plac, który zajmowała kiedyś synagoga pozostaje niezagospodarowany.